# ريناتو آبرو
ريناتو آبرو (بالبرتغالية: Renato Abreu‏) (9 يونيو 1978 بساو باولو في البرازيل - ) هو لاعب كرة قدم برازيلي في مركز الوسط. شارك مع منتخب البرازيل لكرة القدم. أما مع النوادي، فقد لعب مع نادي الشباب ونادي النصر ونادي جوينفيل ونادي سانتوس ونادي غواراني ونادي فلامنغو ونادي كورينثيانز ومارسيليو دياس البحري ‏ وUnião Agrícola Barbarense Futebol Clube ‏.

## وصلات خارجية
- ريناتو آبرو على موقع قاعدة بيانات كرة القدم.إي يو (الإنجليزية)
- ريناتو آبرو على موقع ناشيونال فوتبول تيمز (الإنجليزية)
- ريناتو آبرو على موقع Soccerway.com (الإنجليزية)
- ريناتو آبرو على موقع عالم كرة القدم.نت (الإنجليزية)